# Gavet de la Conca
Gavet de la Conca (spanisch Gabet de la Conca) ist eine katalanische Gemeinde (municipio) mit 259 Einwohnern (Stand: 2024) in der Provinz Lleida im Nordosten Spaniens. Sie liegt in der Comarca Noguera.
Neben dem namensgebenden Hauptort Gavet de la Conca besteht die Gemeinde aus den Ortschaften Aransis, Fontsagrada, Mata-solana, Perolet, Sant Cristofól de la Vall, Sant Martí de Barcedana, Sant Miquel de la Vall, Sant Salvador de Toló, Sant Serní und Toló sowie Mereia. 1970 wurde die Gemeinde aus den Kommunen Aransís, Sant Salvador de Toló und Sant Serni gebildet.

## Geographische Lage
Gavet de la Conca liegt etwa 65 Kilometer nordnordöstlich von Lleida in einer Höhe von ca. 600 m. Der Noguera Pallaresa begrenzt die Gemeinde im Südwesten.

## Bevölkerungsentwicklung
| Jahr      | 1970 | 1981 | 1991 | 2001 | 2011 | 2021 |
| Einwohner | 571  | 459  | 369  | 322  | 302  | 262  |

## Sehenswürdigkeiten

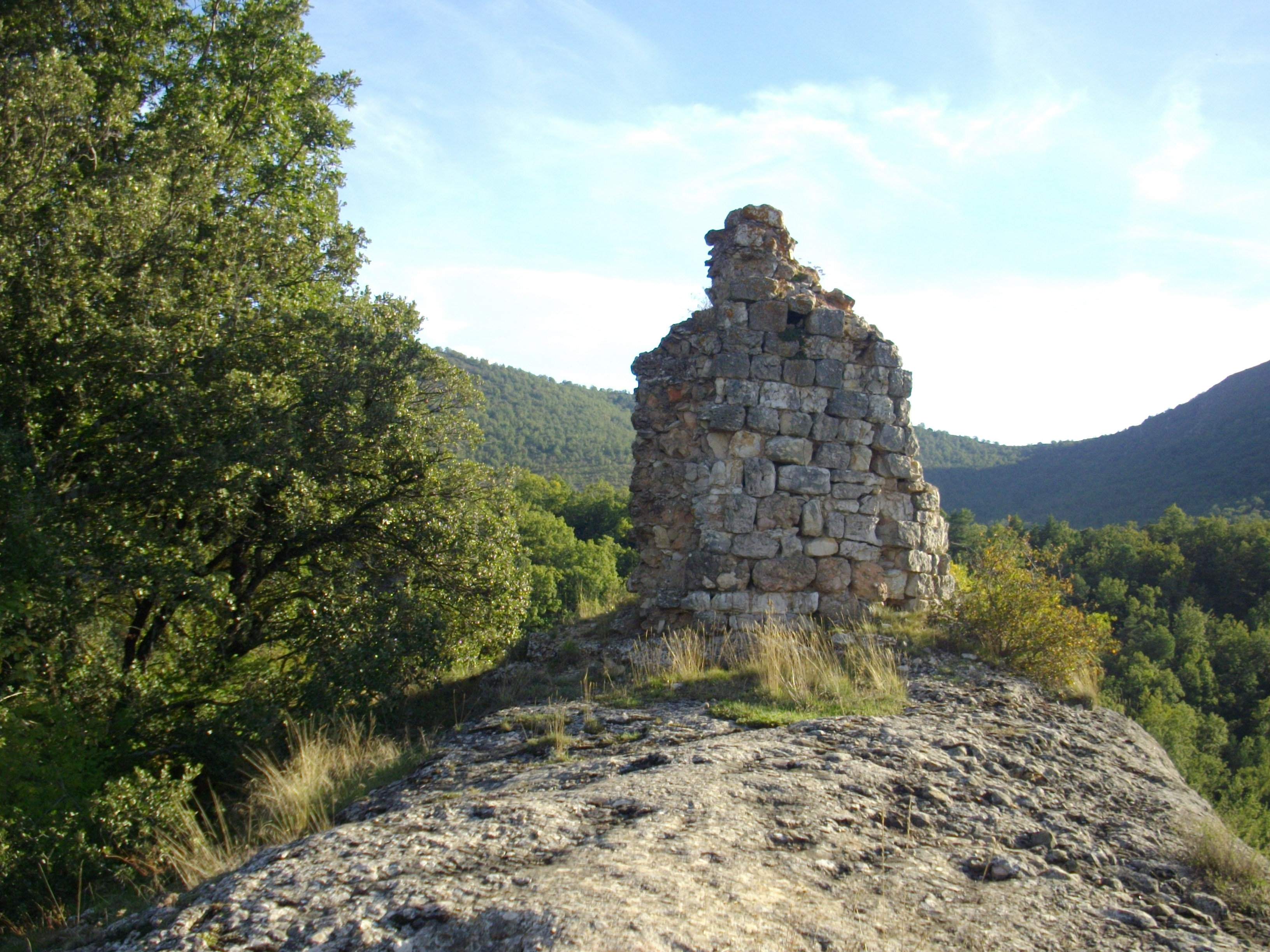
Burgruine von L’Hostal Roig
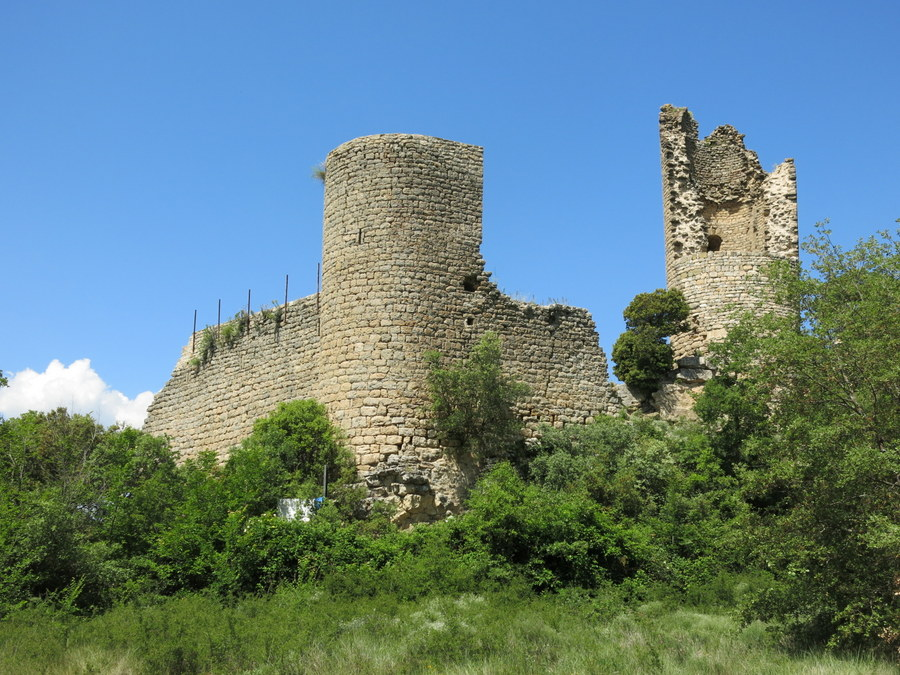
Burgruine von Sant Gervas
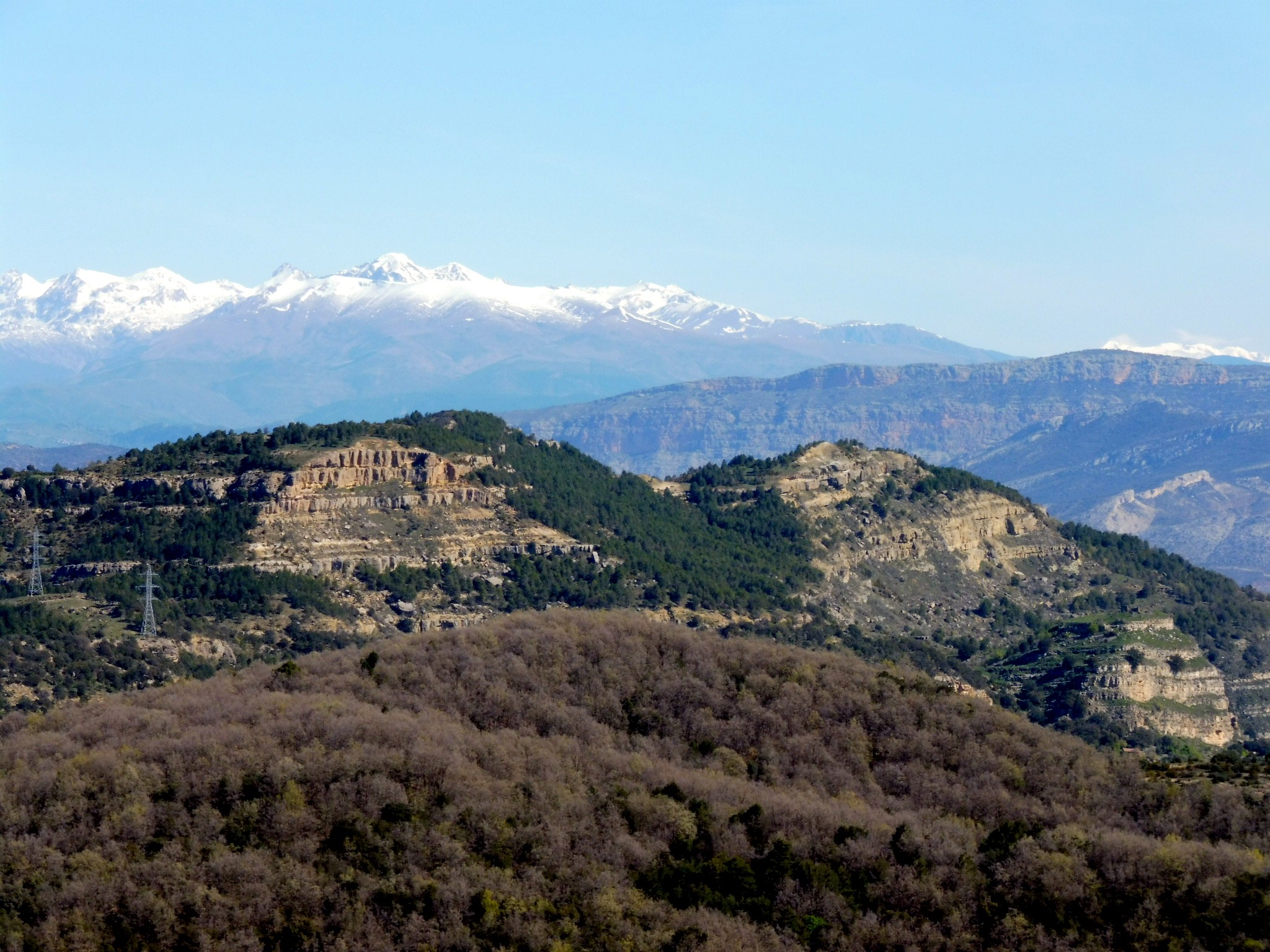
Burgruine von Toló
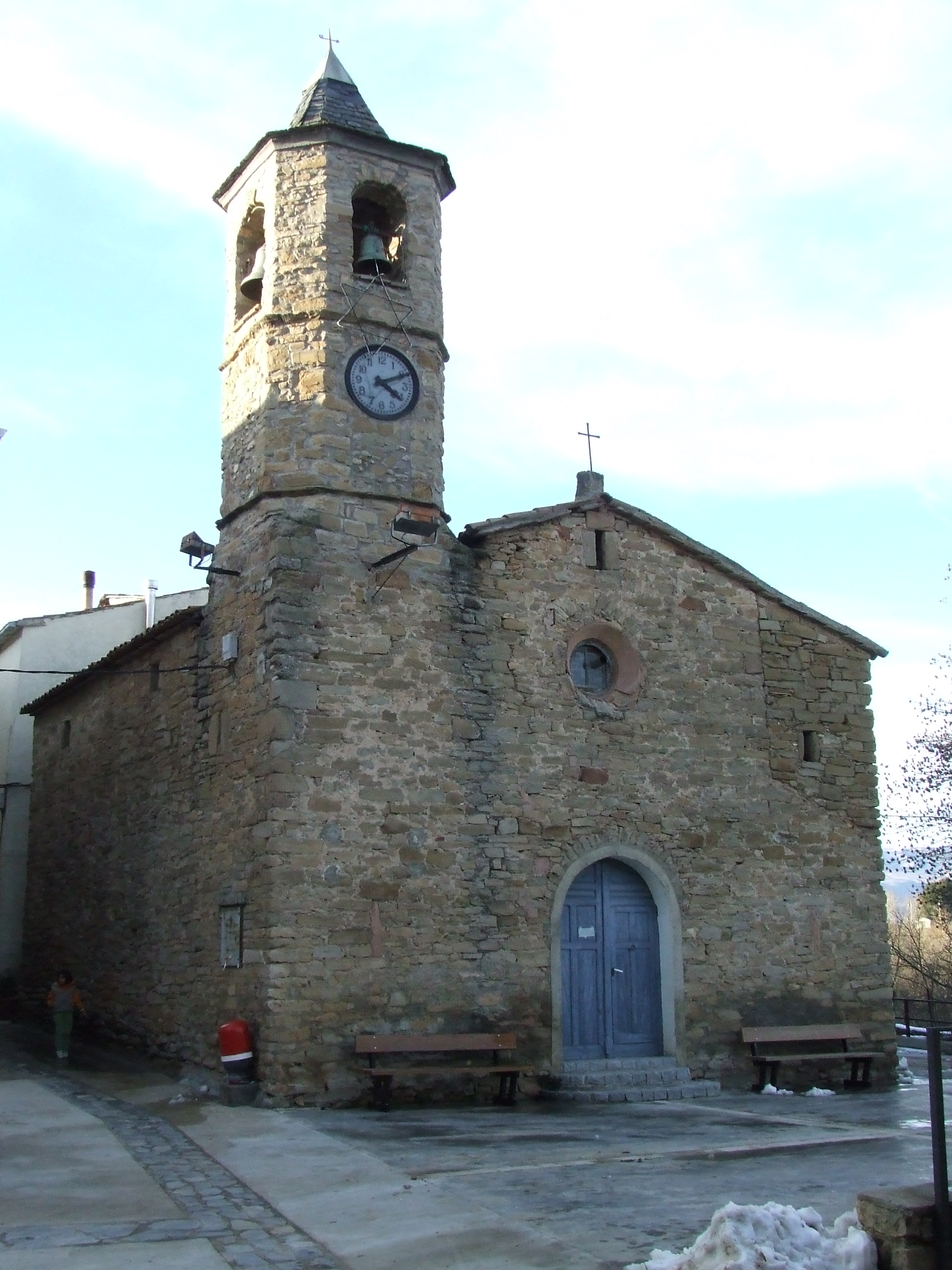
Peterskirche von Gavet
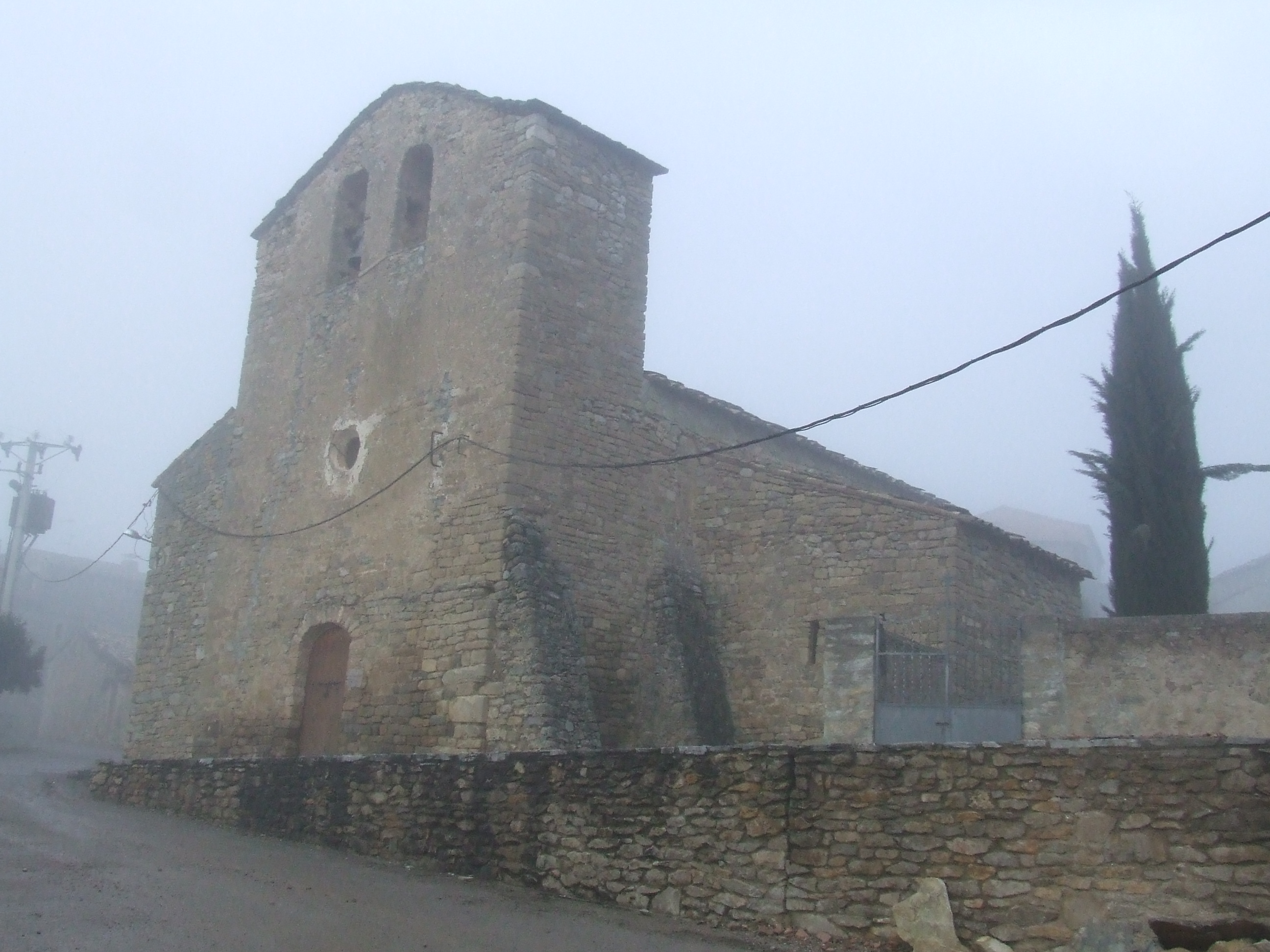
Peterskirche von Aransis
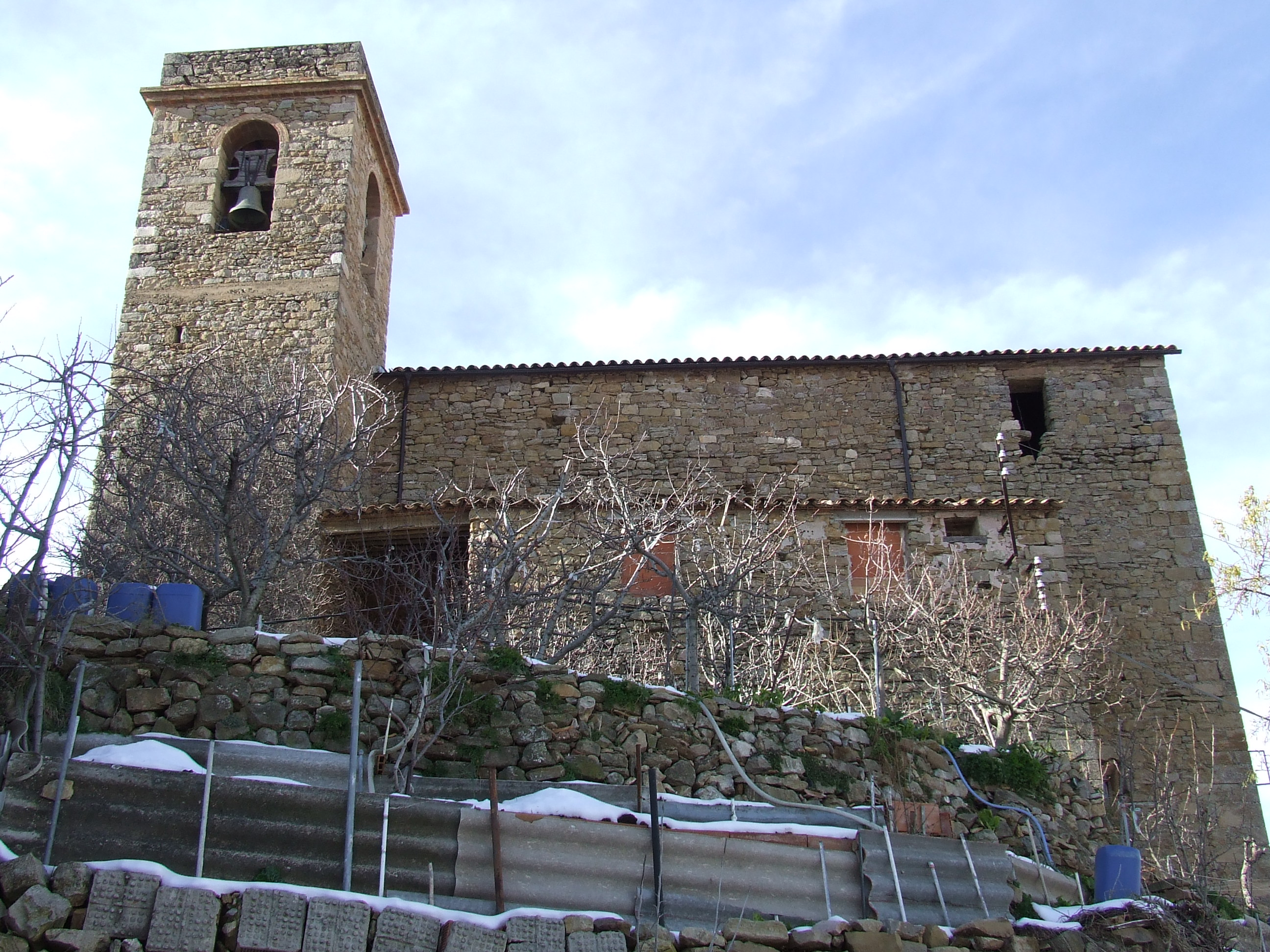
Gervaskapelle
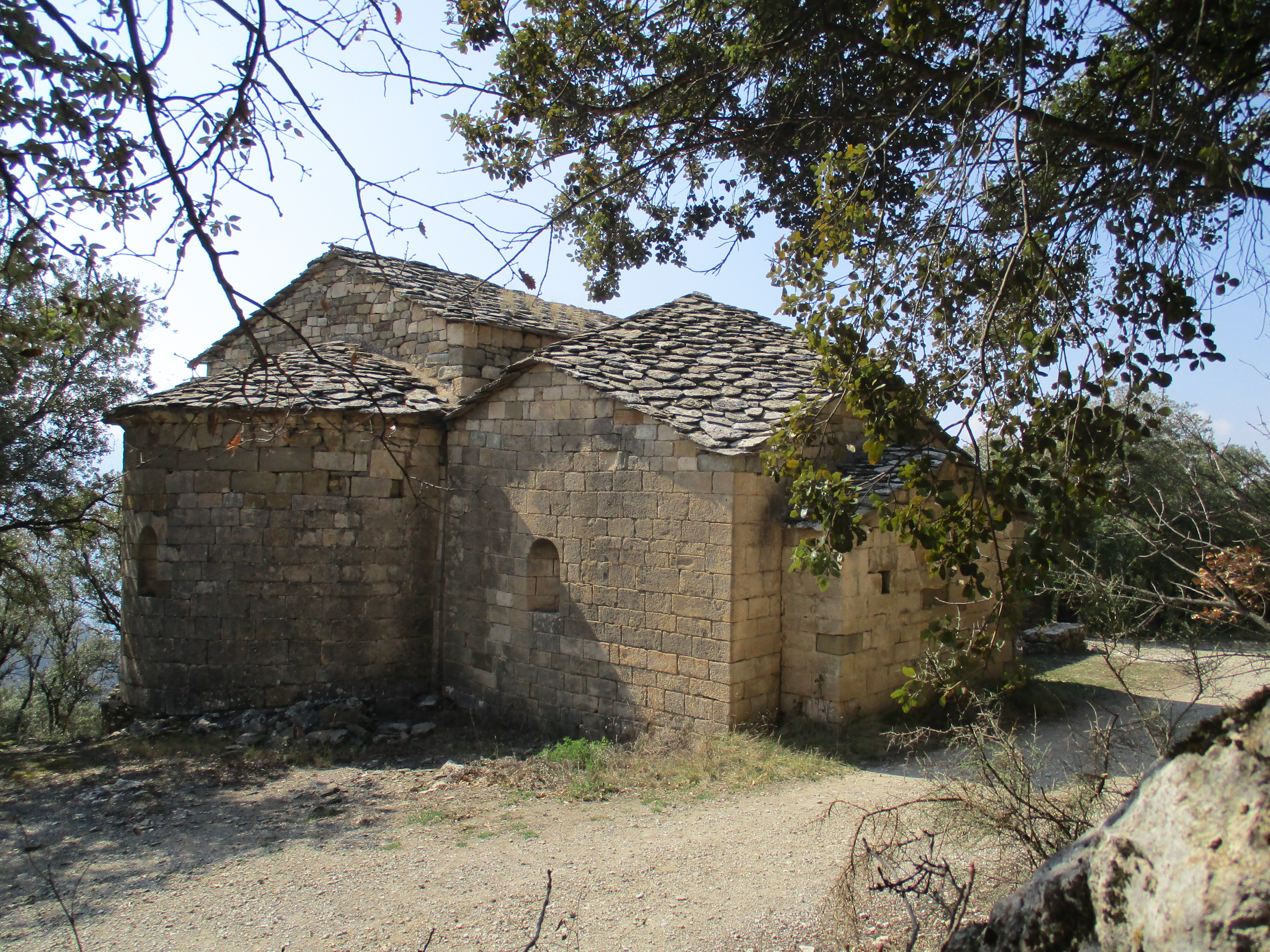
Salvatorkirche von Toló

- Burgruine von L’Hostal Roig
- Burgruine von Sant Gervas
- Burgruine von Toló
- Peterskirche von Gavet
- Peterskirche von Aransis
- Salvatorkirche
- Gervaskapelle